# Bürgermeisterei Aremberg
Die Bürgermeisterei Aremberg war eine von zunächst fünf, später sechs preußischen Bürgermeistereien, in welche sich der 1816 gebildete Kreis Adenau im Regierungsbezirk Koblenz (damals „Regierungsbezirk Coblenz“) verwaltungsmäßig gliederte. Von 1822 an gehörte der Regierungsbezirk Koblenz, damit auch die Bürgermeisterei Aremberg, zu der in dem Jahr neu gebildeten Rheinprovinz. Der Verwaltung der Bürgermeisterei unterstanden zwanzig Gemeinden. Weil der Sitz des Bürgermeistereiamtes im Ort Antweiler lag, war auch die Bezeichnung Bürgermeisterei Antweiler im Gebrauch.
Ende 1927 wurden alle Landbürgermeistereien in der Rheinprovinz in Ämter umbenannt. 1932 wurde der Kreis Adenau aufgelöst und die Ämter und Gemeinden den Nachbarkreisen zugewiesen. Die vorherige Bürgermeisterei Aremberg wurde dem Kreis Ahrweiler zugeordnet und trug zu dem Zeitpunkt bereits die neue Bezeichnung Amt Antweiler. Aus dem Amt Antweiler entstand 1968 die Verbandsgemeinde Antweiler, die 1970 aufgelöst wurde. Die zugehörigen Gemeinden, mit Ausnahme von Nohn, kamen zur Verbandsgemeinde Adenau.

## Gemeinden und zugehörende Ortschaften
Zur Bürgermeisterei Aremberg gehörten folgende Gemeinden (Stand 1885; Schreibweise der Ortschaften angepasst):
- Antweiler
- Aremberg mit den Wohnplätzen Lenzenhof und Forsthaus Gierscheid
- Barweiler mit der Barweiler Mühle und der Kottenborner Mühle
- Bauler mit der Bauler Mühle
- Blindert mit den Weilern Bröhlingen und Marthel, seit 1970 Ortsteil von Hümmel
- Dankerath
- Dorsel mit den Wohnplätzen Dorseler Mühle und Stahlhütte
- Eichenbach mit den Weilern Frohnhoven und Masholderhof
- Hoffeld
- Hümmel mit dem Weiler Falkenberg
- Müsch mit der Müscher Mühle
- Nohn mit der Nohner Mühle
- Ohlenhard
- Pitscheid mit dem Weiler Heistert und der Pittscheider Mühle, seit 1970 Ortsteil von Hümmel
- Pomster mit den Wohnplätzen Kirmutscheidermühle und Mandelmühle
- Senscheid
- Trierscheid
- Wershofen mit vier Mühlen und zwei einzeln stehenden Höfen
- Wiesemscheid
- Wirft mit dem Weiler Kirmutscheid und dem Dreimüllerhof

## Geschichte
Die Gemeinden im Bürgermeistereibezirk Aremberg gehörten vom Mittelalter an bis zum Ende des 18. Jahrhunderts zu vier verschiedenen Territorien: zum Herzogtum Arenberg, zu Kurköln, Kurtrier und zum Herzogtum Jülich. Im Jahr 1794 hatten französische Revolutionstruppen das Linke Rheinufer besetzt. Unter der französischen Verwaltung gehörte das Gebiet zum Arrondissement Bonn (Kanton Adenau), das dem Rhein-Mosel-Departement zugeordnet war.

### Bürgermeisterei Aremberg
Nach den auf dem Wiener Kongress geschlossenen Verträgen kam das Rheinland, damit auch das vorherige Herzogtum Arenberg und die umliegenden Dörfer, 1815 zum Königreich Preußen. Unter der preußischen Verwaltung wurden 1816 Regierungsbezirke, Kreise und Bürgermeistereien sowie zugehörige Gemeinden gebildet. Die Bürgermeisterei Aremberg gehörte zum Kreis Adenau im Regierungsbezirk Coblenz und von 1822 an zur damals neu gebildeten Rheinprovinz.
Der Sitz des Bürgermeistereiamtes war in Antweiler, deswegen war auch die Bezeichnung „Bürgermeisterei Antweiler“ im Gebrauch. Die Bürgermeistereien in der Rheinprovinz trugen in der Regel den Namen des Ortes, an denen der Amtssitz war bzw. der Bürgermeister hatte seine Wohnung am Amtssitz zu nehmen. Am 7. Oktober 1820 wurde von der Bezirksregierung zu Coblenz die Genehmigung erteilt, dass der Bürgermeister von Aremberg seinen Wohnsitz in Antweiler haben könne, dass aber die Bezeichnung „Bürgermeisterei Aremberg“ zu führen sei. Auch über 100 Jahre später war, nach einem Adressbuch aus dem Jahr 1926, die offizielle Bezeichnung noch „Bürgermeisterei Aremberg“ und der Amtssitz in Antweiler. Auch der Gebietsstand und die Gemeindezuordnung blieb bis dahin unverändert.

### Amt Antweiler
Ende 1927 wurden alle Landbürgermeistereien in der Rheinprovinz in Ämter umbenannt. Etwa in dieser Zeit erfolgte auch die Umbenennung nach dem Sitzort in „Amt Antweiler“. Aufgrund der „Verordnung über die Neugliederung der Landkreise“ vom 1. August 1932 wurde der Kreis Adenau zum 30. September 1932 aufgelöst. Das Amt Antweiler wurde dem Kreis Ahrweiler zugeordnet. Aus dem Amt Antweiler entstand 1968 die Verbandsgemeinde Antweiler, die 1970 in der Verbandsgemeinde Adenau aufging.

### Vorherige Zugehörigkeiten
Die nachfolgende Tabelle ermöglicht einen Überblick über die vorherigen Zugehörigkeiten der Gemeinden der Bürgermeisterei Aremberg:
| Gemeinde           | Territorium vor 1792               | Kanton und Mairie vor 1815 | Pfarrei bis 1802             |
| ------------------ | ---------------------------------- | -------------------------- | ---------------------------- |
| Antweiler          | Herzogtum Arenberg                 | Adenau, Aremberg           | Antweiler                    |
| Aremberg           | Herzogtum Arenberg                 | Adenau, Aremberg           | Aremberg                     |
| Barweiler          | Kurköln, Amt Nürburg               | Adenau, Barweiler          | Barweiler                    |
| Bauler             | Kurköln, Amt Nürburg               | Adenau, Barweiler          | Barweiler                    |
| Blindert (Hümmel)  | Herzogtum Jülich, Amt Münstereifel | Adenau, Aremberg           | Hümmel                       |
| Dankerath          | Kurtrier, Amt Daun                 | Adenau, Barweiler          | Nohn                         |
| Dorsel             | Herzogtum Arenberg                 | Adenau, Aremberg           | Dorsel                       |
| Eichenbach         | Herzogtum Arenberg                 | Adenau, Aremberg           | Wershofen, dann Aremberg     |
| Hoffelt            | Kurköln, Amt Nürburg               | Adenau, Barweiler          | Barweiler, dann Kirmutscheid |
| Hümmel             | Herzogtum Jülich, Amt Münstereifel | Adenau, Aremberg           | Hümmel                       |
| Müsch              | Kurköln, Amt Nürburg               | Adenau, Barweiler          | Antweiler                    |
| Nohn               | Kurtrier, Amt Daun                 | Adenau, Barweiler          | Nohn                         |
| Ohlenhard          | Herzogtum Arenberg                 | Adenau, Aremberg           | Wershofen                    |
| Pitscheid (Hümmel) | Herzogtum Jülich, Amt Münstereifel | Adenau, Aremberg           | Hümmel                       |
| Pomster            | Kurköln, Amt Nürburg               | Adenau, Barweiler          | Barweiler                    |
| Senscheid          | Kurtrier, Amt Daun                 | Adenau, Barweiler          | Nohn                         |
| Trierscheid        | Kurtrier, Amt Daun                 | Adenau, Barweiler          | Nohn                         |
| Wershofen          | Herzogtum Arenberg                 | Adenau, Aremberg           | Wershofen                    |
| Wiesemscheid       | Kurköln, Amt Nürburg               | Adenau, Barweiler          | Barweiler                    |
| Wirft              | Kurköln, Amt Nürburg               | Adenau, Barweiler          | Kirmutscheid                 |

## Statistiken
Nach der Topographisch-Statistischen Beschreibung der Königlich Preußischen Rheinprovinzen aus dem Jahr 1830 gehörten zur Bürgermeisterei Aremberg der Flecken Aremberg, sieben Dörfer, 17 Weiler, vier einzeln stehende Höfe und sieben Mühlen. Im Jahr 1817 wurden insgesamt 3.969 Einwohner gezählt; 1828 waren es 3.977 Einwohner, darunter 1.989 männliche und 1.988 weibliche; 3.967 der Einwohner gehörten dem katholischen und 10 dem evangelischen Glauben an.
Weitere Details entstammen dem „Gemeindelexikon für das Königreich Preußen“ aus dem Jahr 1888, das auf den Ergebnissen der Volkszählung vom 1. Dezember 1885 basiert. Im Verwaltungsgebiet der Bürgermeisterei Aremberg lebten insgesamt 3.946 Einwohner in 899 Häusern und 867 Haushalten; 1.993 der Einwohner waren männlich und 1.973 weiblich. Bezüglich der Religionszugehörigkeit waren 3.936 katholisch und 10 evangelisch.
1885 betrug die Gesamtfläche der zur Bürgermeisterei gehörigen Gemeinden 11.906 Hektar, davon waren 3.388 Hektar Ackerland, 904 Hektar Wiesen und 4.596 Hektar Wald.